# 侍其铨
侍其铨，宋朝政治人物。
侍其铨曾于1166年接替雷粲任华亭县知县一职，1169年由堵观接任。